# AIDS (компьютерный вирус)
AIDS — компьютерный вирус, самая первая написанная троянская программа. Прикрывалась под видом электронного письма с пояснениями о том, как избежать заражения СПИДом. Вирус был написан с помощью Turbo Pascal 3.01a. Способен перезаписывать .COM файлы и нарушать работу системы.

Вирус также выводит на экран надпись: 

ATTENTION I have been elected to inform you that throughout your process of collecting and executing files, you have accdientally ¶HÜ¢KΣ► yourself over: again, that's PHUCKED yourself over. No, it cannot be; YES, it CAN be, a √ìτûs has infected your system. Now what do you have to say about that? HAHAHAHAHA. Have ¶HÜÑ with this one and remember, there is NO cure for AIDS

## AIDS II
AIDS II это вариация оригинального вируса AIDS, которая была обнаружена в апреле 1990. Этот вирус использовал функцию DOS. Она заключается в том, что когда файл существует как в форме COM, так и в форме EXE, то выполняется форма COM. Сначала вирус находит незаражённый EXE файл, после чего «заражает» его и создаёт COM файл-компаньон с вирусным кодом. При попытке выполнить любой из этих файлов, всегда будет выполняться COM файл. Длина вирусного файла составляет 8 064 байта. После создания файла-компаньона на экран выводится текст: 

Your computer is infected with ...

❤Aids Virus II❤

- Signed WOP & PGT of DutchCrack -

Затем AIDS II создаёт EXE файл с вирусным кодом, тот сразу же выполняется, после чего появляется следующий текст: 

Getting used to me?

Next time, use a Condom .....